# 中西睦
中西 睦（なかにし ちかし、1929年（昭和4年）6月13日 - 1995年（平成7年）12月9日）は、日本の経済学者、元早稲田大学商学部教授。交通経済学専攻。

## 経歴
福岡県北九州市出身。早稲田大学商学部卒、早稲田大学大学院商学研究科修了。早稲田大学助教授を経て教授に就任。他に、港湾審議会委員（1973年～）、運輸政策審議会委員（1980年～）などの要職を歴任した。

## 著書

### 単著
- 『港湾流通経済の分析』成文堂、1967年6月。
- 『日本のコンテナリゼーション』成文堂〈成文堂新書〉、1967年12月。
- 『コンテナリゼーション 理論と戦略知識』技研、1971年6月。

### 編集
- 島田孝一『早稲田とともに』島田孝一、1964年6月。
- 林周二、中西睦 編『現代の物的流通』日本経済新聞社、1968年12月。
  - 林周二・中西睦 編『現代の物的流通』（第2版）日本経済新聞社、1976年11月。

### 翻訳
- ダニエル・マルクス『国際海運カルテル 海運同盟による海運自己調整の研究』ダニエル・マルクス国際海運カルテル刊行会、1958年3月。
- G.バン・デン・ブルグ 著、中西睦・杉山雅洋 訳『コンテナリゼーション 輸送システムの変革』鹿島研究所出版会、1972年。
- J.F.マギー 著、中西睦・中村清 訳『物流システム設計 ロジスティックス入門』日本経済新聞社、1976年4月。